# نوی-بامبرگ
نوی-بامبرگ (به آلمانی: Neu-Bamberg) یک شهر در آلمان است که در باد کرویتسناخ واقع شده‌است. نوی-بامبرگ ۹۵۰ نفر جمعیت دارد.